# George F. Dodwell

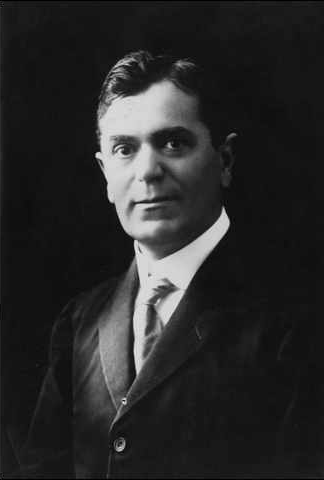
George F. Dodwell, ca. 1926

George Frederick Dodwell (* 13. Februar 1879 in Leighton Buzzard, England; † 10. August 1963 in Adelaide, Australien) war ein australischer Astronom.

## Leben
George F. Dodwell, der in England geboren war, zog schon in jungen Jahren nach Adelaide in Südaustralien, besuchte das Prince Albert College und erwarb an der University of Adelaide seinen Bachelor of Arts in Mathematik. Er wurde Mitglied der Astronomical Society of South Australia (ASSA) und Fellow der Royal Astronomical Society (RAS) und war ab 1. März 1899 Assistent am Adelaide Observatory. Im Jahr 1907 heiratete er die Irin Annie Louisa Virginia Trehy, eine vielseitige Wissenschaftlerin, die bereits 1924 verstarb. Nach dem Tod von Sir Charles Todd im Jahr 1909 übernahm Dodwell das Amt des Government Astronomer for South Australia, das er bis zu seinem Ruhestand im Jahr 1952 innehatte.
Unter der Leitung von Dodwell beteiligte sich das Adelaide Astronomical Observatory an der Festlegung der Grenze zwischen Südaustralien und Victoria entlang des 141. Längengrads, sowie der Grenze zwischen Westaustralien und dem Northern Territory in nördlicher Verlängerung des 129. Längengrads. Die Festlegung dieser Grenze erfolgte 1929 mit einer damals einzigartigen Methode unter Zuhilfenahme eines Zeitsignals eines Rundfunksenders in Frankreich. Weitere Arbeiten umfassten eine Vermessung des Magnetfelds in Südaustralien und Studien zur Veränderlichkeit der geographischen Breite in Zusammenarbeit mit dem La Plata Observatorium, dem International Latitude Congress und der IAU. Am 21. September 1922 fotografierte Dodwell die totale Sonnenfinsternis im nördlichen Südaustralien, um in Zusammenarbeit mit ausländischen Astronomen eine frühe Studie zu Einsteins Theorie zur Wirkung der Gravitation auf die Ausbreitung des Lichts zu erstellen. Bei der 1. Generalversammlung der IAU in Rom 1922 war er der Vertreter der australischen Regierung.
Am 17. Dezember 1932 entdeckte Dodwell den Kometen C/1932 Y1 (Dodwell-Forbes).
Seit Mitte der 30er Jahre war Dodwell interessiert an Studien zur Schiefe der Ekliptik und glaubte, dass die verfügbaren historischen Messungen dieses Wertes darauf hindeuten, dass es in der Vergangenheit der Erde starke Veränderungen dieses Wertes gegeben habe. Sein Manuskript wurde erst nach seinem Tode veröffentlicht. Seine Untersuchungen sind unter Wissenschaftlern umstritten.
Dodwell starb im Alter von 84 Jahren am 10. August 1963 in Adelaide.

## Sonstiges
Das Observatorium in Arkaroola, Südaustralien ist nach George Frederick Dodwell benannt.